# Ville Pusa
Ville Kim Karell Pusa, född 19 september 1971 i Mölndal, är en finlandssvensk sångare, musiker och låtskrivare.
Pusa har ingen formell musikutbildning utan är helt självlärd. Han debuterade i ungdomsmusikalen Hype på Svenska Teatern i Helsingfors år 1994.
År 1995 började han att arbeta med bandet Ville Pusa & Wishing Well vars låt "Marie", från den första demo-CDn, låg etta i tio veckor på en föregångare till Yle X3M:s poplista. Nästa demo släpptes några år senare och resulterade i ett skivkontrakt. Pusas första soloalbum Elva steg släpptes 1998.
År 2005 tog han en paus från artistlivet och arbetade som låtskrivare, producent och coach i TV-programmet The Voice of Finland.
År 2019, efter nära 15 års paus från artistlivet, uppträdde han på Raseborgsfestivalen i Karis och spelade in en ny skiva.
Ville Pusa var sommarpratare i radioprogrammet Vegas sommarpratare i YLE 2019. Han är gift och har tre barn.

## Diskografi
- 1998 – Elva steg
- 2000 – Silver
- 2004 – Sista timmen
- 2006 – Ingen vinner silver – Mina bästa låtar 1998-2006, samlingsalbum